# Alessandro Covi
Alessandro Covi (Borgomanero, 28 september 1998) is een Italiaans wielrenner die in 2020 prof werd bij UAE Team Emirates.

## Carrière
Als junior won Covi in 2016 de eerste etappe van de Ronde van de Vaud. In 2018 won hij de zesde etappe in de Ronde van de Toekomst.
Nadat hij in 2018 al stage had gelopen bij UAE Team Emirates maakte hij in 2020 de overstap naar deze UCI World Tour ploeg.
In de Ronde van Vlaanderen van 2024 kwam Covi, tijdens zijn debuut in Vlaanderens Mooiste, op minder dan honderd kilometer voor het einde ten val, waarna hij werd afgevoerd naar het ziekenhuis. Daar bleek dat hij bij zijn val geen breuken had opgelopen.

## Overwinningen
2016
GP Bati-Metallo
1e etappe Ronde van de Vaud
Montichiari-Roncone
2018
6e etappe Ronde van de Toekomst
2021
Jongerenklassement Ronde van Sicilië
2022
Ronde van Murcia
2e etappe Ruta del Sol
Puntenklassement Ruta del Sol
20e etappe Ronde van Italië
2025
1e etappe Ronde van de Abruzzen
3e etappe Ronde van Asturië

## Resultaten in voornaamste wedstrijden
| Jaar | Ronde van Italië | Ronde van Frankrijk | Ronde van Spanje |
| ---- | ---------------- | ------------------- | ---------------- |
| 2020 |                  |                     |                  |
| 2021 | 38e              |                     |                  |
| 2022 | 45e (1)          |                     |                  |
| 2023 | opgave           |                     |                  |
| 2024 |                  |                     |                  |
| 2025 |                  |                     |                  |

| Jaar | Milaan-San Remo | Ronde van Vlaanderen | Ronde van Lombardije | Brabantse Pijl | Clásica San Sebastián |
| ---- | --------------- | -------------------- | -------------------- | -------------- | --------------------- |
| 2020 |                 |                      | opgave               | 9e             |                       |
| 2021 | 39e             |                      |                      |                | 5e                    |
| 2022 | 72e             |                      | opgave               | 50e            |                       |
| 2023 | opgave          |                      |                      | 13e            | 91e                   |
| 2024 | 115e            | opgave               |                      |                | opgave                |
| 2025 |                 |                      |                      |                | opgave                |

## Ploegen
- 2018 –  UAE Team Emirates (stagiair vanaf 1 augustus)
- 2019 –  Team Colpack
- 2020 –  UAE Team Emirates
- 2021 –  UAE Team Emirates
- 2022 –  UAE Team Emirates
- 2023 –  UAE Team Emirates
- 2024 –  UAE Team Emirates
- 2025 –  UAE Team Emirates

Aït el Abdia · Aru · Atapuma · Bono · Bystrøm · Consonni · Conti · Costa · Đurasek · Ferrari · Ganna · Kristoff  · Laengen · Marcato · Martin · Mirza · Mori · Niemiec · Petilli · Polanc · Ravasi · Raboesjenka · Sutherland · Swift · Troia  · Ulissi
Ardila · Aru · Bjerg · Bohli · Bystrøm · Conti · Costa · Covi · De la Cruz · Dombrowski · Formolo · Gaviria · Henao · Kristoff · Laengen · Marcato · McNulty · Mirza · Molano · Muñoz · I. Oliveira · R. Oliveira · Philipsen · Pogačar · Polanc · Ravasi · Raboesjenka · Richeze · Troia · Ulissi
Ardila · Ayuso (vanaf 15 juni) · Bjerg · Bystrøm · Conti · Costa · Covi · De la Cruz · Dombrowski · Fisher-Black (vanaf 14 juli) · Formolo · Gaviria · Gibbons · Hirschi · Kristoff · Laengen · Majka · Marcato · McNulty · Mirza · Molano · Muñoz · I. Oliveira · R. Oliveira · Pogačar · Polanc · Raboesjenka · Richeze · Trentin · Troia · Ulissi· Groß (stagiair)
Ackermann · Almeida · Ardila · Ayuso · Bennett · Bjerg · Brunel (tot 2/6) · Costa · Covi · Fisher-Black · Formolo · Gaviria · Gibbons · Groß · Hirschi · Hodeg · Laengen · Majka · McNulty · Mirza · Molano · I. Oliveira · R. Oliveira · Pogačar · Polanc · Richeze · Soler · Suter · Trentin · Troia · Ulissi · Andersen (stagiair) · Kluckers (stagiair) · Knight (stagiair)
Ackermann · Almeida · Ayuso · Bax · Bennett · Bjerg · Christen (vanaf 1/8) · Covi · Fisher-Black · Formolo · Gibbons · Groß · Großschartner · Hirschi · Hodeg · Laengen · Majka · McNulty · Molano · Novak · I. Oliveira · R. Oliveira · Pogačar · Polanc (tot 15/5) ·  Soler · Trentin · Ulissi · Vine · Vink · Wellens · Yates · Glivar (stagiair)
Almeida · Arrieta · Ayuso · Baroncini · Bax · Bjerg · Christen · Covi · del Toro · Fisher-Black · Großschartner · Hirschi · Hodeg · Laengen · Majka · McNulty · Molano · Morgado · Novak · I. Oliveira · R. Oliveira · Pogačar · Politt · Sivakov · Soler · Ulissi · Vine · Vink · Wellens · Yates